# Blepharoa
Blepharoa là một chi bướm đêm thuộc họ Noctuidae.

## Các loài tiêu biểu
- Blepharoa mamestrina (Butler, 1882)